# Torre di Santa Maria
Torre di Santa Maria (lombardul: La Tur) település Olaszországban, Sondrio megyében. Lakosainak száma 734 fő (2023. január 1.). Torre di Santa Maria Berbenno di Valtellina, Buglio in Monte, Caspoggio, Castione Andevenno, Chiesa in Valmalenco, Montagna in Valtellina, Postalesio, Sondrio és Spriana községekkel határos.

## Népesség
A település népességének változása:
| Lakosok száma | 769  | 752  | 734  |
|               | 2017 | 2018 | 2023 |